# 金門県政府
金門県政府（きんもんけんせいふ、繁: 金門縣政府）は、中華民国福建省金門県の最高行政機関である。

## 歴史
- 1915年（民国4年）4月9日 - 金門県の設置に伴い金門県公署が設置される[1][2]。
- 1937年（民国26年） - 日中戦争で金門島が日本軍に占領され、県政府が大嶝島（中国語版）に移転する[3]。
- 1945年（民国34年） - 県政府が元の所在地に戻る。
- 1949年（民国38年）11月 - 古寧頭戦役の終結後、金門県政府が廃止されて県全域に直接軍政が敷かれる[4]。
- 1953年（民国42年）2月 - 戦地政務（中国語版）が開始して金門県政府が再設置され、軍が行政を主導する体制となる[5]。
- 1992年（民国81年）11月7日 - 戦地政務が終了し、金門県政府が福建省政府の管轄下に復帰して地方自治が復活する[5]。

## 組織
金門県政府は1999年（民国88年）公布の「金門県政府組織自治条例」に基づいて設置されている。金門県政府は下部組織として11の処、7の局、18の所、23の学校、1つの幼稚園を有し、それに加えて5つの県営事業機構も有している。